# Phát sóng sự kiện thể thao
Phát sóng sự kiện thể thao, gọi tắt là phát sóng thể thao hay truyền hình thể thao, là việc đưa tin trực tiếp về thể thao dưới dạng một chương trình truyền hình, thông qua truyền thanh radio và các phương tiện truyền thông phát sóng khác. Trong đó thường bao gồm một hoặc nhiều bình luận viên thể thao tường thuật lại các sự kiện đang diễn ra.

## Theo quốc gia

### Canada
Việc phát sóng thể thao khởi đầu với việc tường thuật lại trận đấu thông qua điện báo vào thập niên 1890. Năm 1896, một đường dây điện báo được kết nối với Sân băng Victoria ở thành phố Montréal để cập nhật tình hình các cổ động viên trong loạt tranh tài Stanley Cup ở thành phố Winnipeg giữa đội tuyển khúc côn cầu trên băng Montréal và Winnipeg. Năm 1923, truyền thanh trên radio đầu tiên về một trận thi đấu khúc côn cầu trên băng diễn ra vào ngày 8 tháng 2, với việc phát sóng giai đoạn 3 của trận thi đấu giữa hai đội Midland và North Toronto thuộc Hiệp hội Khúc côn cầu Ontario. Cuối tháng đó, buổi phát sóng toàn trận đấu đầu tiên đã diễn ra tại Winnipeg. Cùng mùa giải, người tiên phong phát sóng môn khúc côn cầu Foster Hewitt đã có buổi phát sóng đầu tiên.

### Ireland
Buổi bình luận trực tiếp đầu tiên về một môn thể thao ngoài trời ở châu Âu đã diễn ra khi Paddy Mehigan đưa tin về trận Bán kết Giải vô địch toàn quốc (All-Ireland Senior Hurling Championship giữa Kilkenny và Galway vào ngày 29 tháng 8 năm 1926. Trận đấu này được ghi nhận là trận đầu tiên chủ yếu do đài BBC bị ngăn không cho phát sóng các sự kiện thể thao trước 7 giờ tối như một phương thức nhằm bảo vệ doanh số bán báo của Anh.

### Vương quốc Anh
Sự kiện thể thao đầu tiên được phát sóng ở Vương quốc Anh là giải Bóng bầu dục Liên hiệp quốc tế giữa Anh và xứ Wales, phát đi từ Twickenham vào tháng 1 năm 1927. Hai tuần sau, chương trình phát sóng một trận đấu bóng đá đầu tiên do BBC thực hiện khi đưa tin về trận đấu giữa Arsenal với Sheffield United tại Highbury. Thính giả có thể sử dụng các lưới đã đánh số được đăng trên Radio Times để xác định một hành động đang diễn ra ở khu vực nào của sân (ký hiệu bằng các "hình vuông") thông qua bình luận viên thứ hai trong trận đấu. Đây được cho là nguồn gốc của cụm từ "Back to square one".

Vương quốc Anh cũng đã chứng kiến trận thi đấu bóng đá đầu tiên được truyền hình trực tiếp giữa Arsenal và Đội dự bị qua sóng BBC ngày 16 tháng 9 năm 1937.

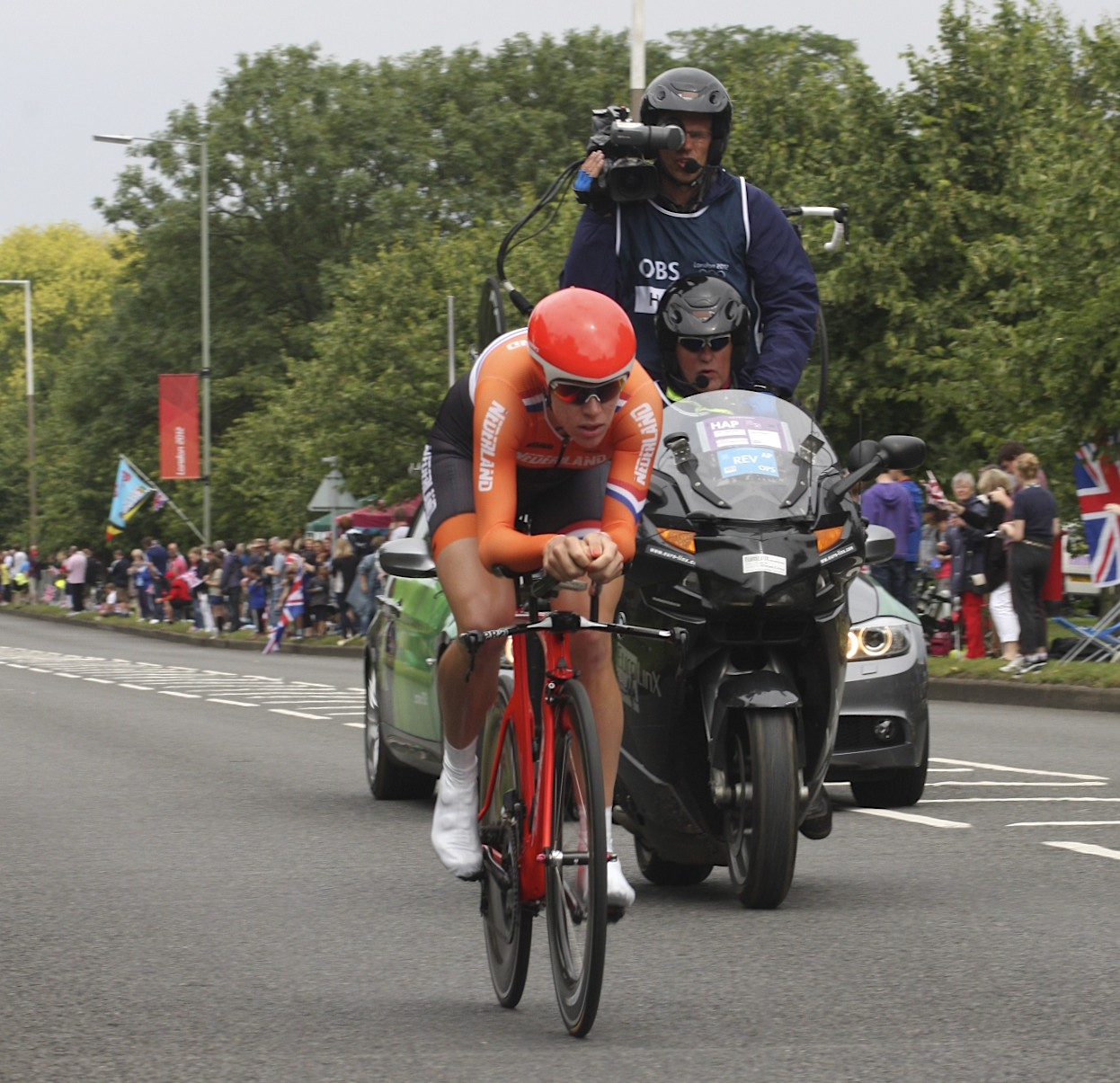
Nữ VĐV đua xe đạp Ellen van Dijk được ghi hình lại từ một chiếc xe môtô trong thời gian diễn ra Thế vận hội Mùa hè 2012.

## Danh mục sách tham khảo
- Hewitt, Foster (1967). Foster Hewitt, his own story. Ryerson Press.
- Kitchen, Paul (2008). Win, Lose or Wrangle: The Inside Story of the Old Ottawa Senators - 1883-1935. Manotick Ontario: Penumbra Press.